# Bugel (Godong)
Bugel is een bestuurslaag in het regentschap Grobogan van de provincie Midden-Java, Indonesië. Bugel telt 3508 inwoners (volkstelling 2010).